# Установка ізомеризації в Омську
Установка ізомеризації в Омську – складова нафтопереробного майданчику в Омську, яка здійснює продукування високооктанового компонента палива.

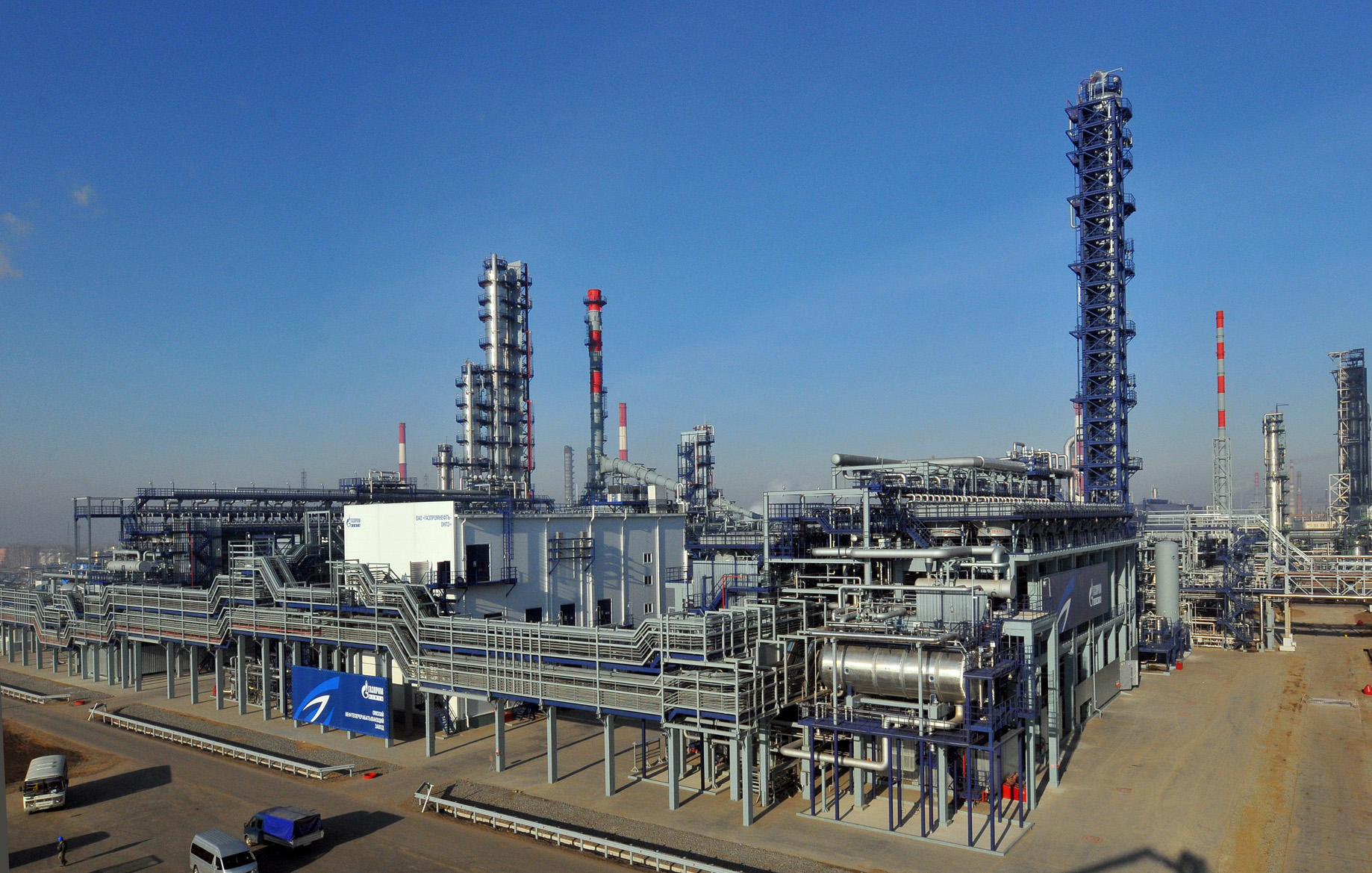
Загальний вигляд установки

Установка, що стала до ладу в 2010-му, має річну потужність на рівні 800 тисяч тон ізомеризату. Як сировину використовують пентан-гексанову фракцію прямогонного бензину із вмістом бензолу не більше 1% та вуглеводнів С7+ не більше %, при цьому випускають:
- ізопентанову фракцію з октановим числом 92 – 93 пункта, яка містить 95,6% – 98,5% ізопентану, не більш ніж 2,1% пентану та менш ніж 1% бутанів;
- ізогесканову фракцію з октановим числом 91 – 92 пункта, яка містить не більш ніж 0,05% н-гексану та не більш ніж 4,2% циклопентану, тоді як інший об’єм припадає на ізомери гексану (переважно 2,2-диметилбутан, а також 2,3-диметилбутан, 2-метилпентан та 3-метилпентан).
Установка спроектована по ліцензії російської компанії «НПП Нефтехим» та використовує технологію «Изомалк-2».